# Amidón
Amidón (del griego antiguo: Ἀμυδών gen: Ἀμυδῶνος) fue una antigua ciudad del Reino de Macedonia en el bajo Axios, región de Amphaxitis. Nombrada en el catálogo de los troyanos de la Ilíada de Homero. Se trataba del lugar de donde procedían los peonios, que participaron en la guerra de Troya como aliados de los troyanos, armados como arqueros y con carros de guerra y acaudillados por Pirecmes.
Estrabón llama a la ciudad Abidón y dice que allí brotaba una fuente llamada Aia y que fue destruida por los argéadas.
Se ha sugerido que Amidón estuvo situada en el emplazamiento de Axiochori, en la unidad municipal de Polikastro, Grecia, donde se han hallado restos desde la Edad del Bronce hasta el siglo III a. C.